# Rohan de Saram
Rohan de Saram (Sheffield, Yorkshire, Inglaterra, 9 de marzo de 1939-29 de septiembre de 2024) fue un violoncelista británico-esrilanqués, nacido en el Reino Unido pero hijo de padres de Sri Lanka (entonces Ceilán).

## Trayectoria
A los once años estudió con Gaspar Cassadó en Siena y Florencia. En 1955, a la edad de 16 años, fue el primer ganador del Premio Guilhermina Suggia, lo que le permitió estudiar en el Reino Unido con sir John Barbirolli y en Puerto Rico con Pablo Casals. En el año siguiente ganó el Premio Internacional de Música Harriet Cohen.
Por invitación de Dimitri Mitrópoulos debutó en el Carnegie Hall en 1960 con la Orquesta Filarmónica de Nueva York, tocando el Concierto para violonchelo de Aram Jachaturián bajo la batuta de Stanisław Skrowaczewski. Gregor Piatigorsky le regaló un arco especial. Vivió en Londres desde 1972, primero y principalmente como intérprete, aunque también enseñó en el Trinity College of Music de Londres. De 1979 a 2005, De Saram fue miembro del Cuarteto Arditti. Ha realizado giras y grabaciones con el grupo "Possible Worlds" de Markus Stockhausen. Trabajó personalmente con Zoltán Kodály, Francis Poulenc, sir William Walton y Dmitri Shostakóvich. Ha actuado con las orquestas más importantes de Europa, EE. UU., Canadá, Australia y la antigua Unión Soviética, con directores como Barbirolli, sir Adrian Boult, Zubin Mehta, Seiji Ozawa y William Steinberg .
Ha estrenado obras de Luciano Berio, Benjamin Britten, Sylvano Bussotti, John Cage, Sir Peter Maxwell Davies, Philip Glass, Sofiya Gubaidúlina, Paul Hindemith, Mauricio Kagel, György Ligeti (Racine 19), Conlon Nancarrow, Henri Pousseur, Wolfgang Rihm, Jeremy Dale Roberts (Concierto para violonchelo Deathwatch, escrito para de Saram), Alfred Schnittke, Iannis Xenakis ( Kottos  ) y Toshio Hosokawa (el Concierto Chant para violonchelo y orquesta). Berio escribió Sequenza XIV (2002) para De Saram, incorporando tambores en el cuerpo del violonchelo extraído de las habilidades de De Saram con el tambor Kandyan. La obra tuvo numerosos estrenos nacionales por parte de Saram, quien también la grabó por primera vez.
En su repertorio, además de los grandes conciertos, están los ciclos de sonatas y las seis Suites para violonchelo solo de Bach .
Fundó el De Saram Clarinet Trio y un dúo con su hermano Druvi de Saram. 
Ha realizado numerosas grabaciones, tanto con el Cuarteto Arditti y como solista, incluyendo las Sonatas de Vivaldi, la obra de Edmund Rubbra, Soliloquio para violonchelo y orquesta, las Cello Suites N.º 1-3 de Britten, de John Mayer Rágamálás y Prabhanda s, de Xenakis, Kottos y Figment I y II de Elliott Carter y obras de Bernd Alois Zimmermann, Peter Ruzicka, Gelhaar, Pröve y Steinke. Los lanzamientos de 2011 incluyen Harmonic Labyrinth  con Preethi de Silva, y el primero de los dos volúmenes de De Saram en Concierto con interpretaciones en el Wigmore Hall de la Sonata de Kodaly para Chelo solo (su partitura lleva el elogio escrito a mano de Kodaly por su actuación ante el compositor en mayo de 1960), junto con el Sonata para vilonchelo de Rajmáninov, en el que está acompañado por su hermano Druvi.

## Vida personal
Está casado con Rosemary de Saram. Tienen una hija, Sophia (Orquesta Sinfónica de Oberon) y un hijo, Suren (del Bombay Bicycle Club ).

## Honores
En diciembre de 2004, Rohan de Saram recibió un doctorado honorario en Letras (D.Litt.) de la Universidad de Peradeniya, Sri Lanka. En diciembre de 2005 recibió el título de deshamanya, un honor nacional de Sri Lanka, otorgado por el presidente de Sri Lanka.